# رومن رانغيلوف
رومن رانغيلوف هو لاعب كرة قدم بلغاري في مركز الهجوم، ولد في 30 نوفمبر 1985 في فراتسا في بلغاريا. لعب مع بوتيف فراتسا ونادي لوكوموتيف صوفيا.

## وصلات خارجية
- رومن رانغيلوف على موقع قاعدة بيانات كرة القدم.إي يو (الإنجليزية)
- رومن رانغيلوف على موقع Soccerway.com (الإنجليزية)